# Litultovice (zámek)
Zámek Litultovice se nachází v městyse Litultovice v okrese Opava v Moravskoslezském kraji. Dnes sídlo Úřadu městyse Litultovic. Zámek je kulturní památkou ČR.

## Poloha
Ve vzdálenosti 12 km východně leží statutární město Opava, 13 km jižně město Vítkov, 20 km východně město Kravaře a 21 km severně město Krnov.

## Historie

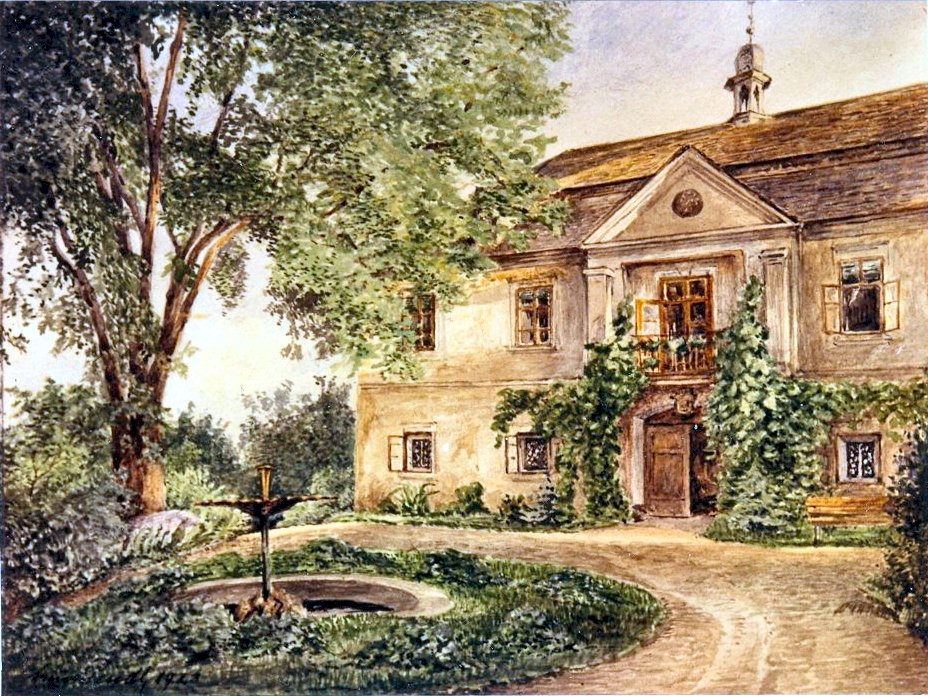
zámek v 19. století

První písemná zmínka o tvrzi je z roku 1446 za vlády Václava Kosíře z Litultovic. V roce 1573 zámek koupil Otík Stoš z Kounic. V roce 1579 byla dokončena přestavba zámku Janem Stošem z Kounic. V letech 1580–1614 zde drželi léno Bítovští z Bítova, zámek přestavěli a vnikl nový a starý zámek. Starý zámek sloužil jako hospodářská budova. Po bitvě na Bílé hoře byl v roce 1621 majetek konfiskován a stal se lénem olomouckého arcibiskupa. Od roku 1647 vlastnili zámek mladší Orlíkové z Laziska až do roku 1694. Od roku 1714 byl v majetku rodu Tetzlernů. Za Tetzlernů byl v polovině 18. století přestavěn v barokním slohu. Od roku 1792 až do druhé světové války náležel rodu Rollsbergů. Roku 1920 umřel baron Karel z Rollsbergu, a jelikož jeho jediný syn Maxmilián padl v první světové válce v Haliči, přebral správu panství generál Alfréd Waldsttäten, který zde hospodařil až do roku 1945, kdy byl jako poslední starosta a německý státní příslušník zatčen. Byl odsouzen k sedmi létům vězení, ale po dvou letech dostal milost. Po válce sloužil zámek potřebám JZD. Od roku 1947 byl přidělen místnímu národnímu výboru. V současné době je zde umístěn obecní úřad s historickou obřadní síní, lékárnou, zámeckou restaurací, knihovnou a garáží hasičské zbrojnice.

## Architektura

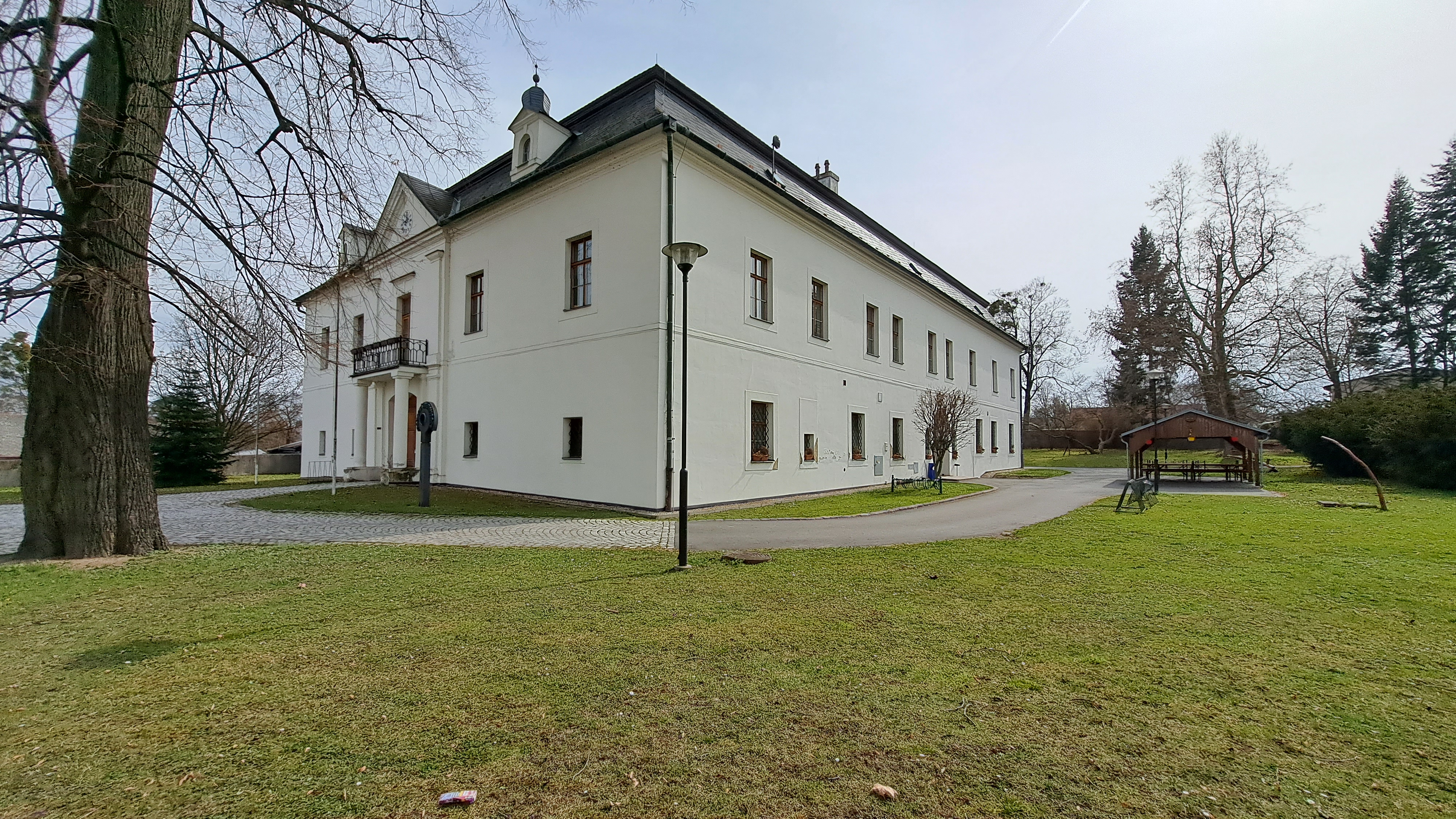

Původní tvrz měla rohové věže, byla obehnána příkopy se soustavou rybníků. Renesanční přestavba byla dokončena v roce 1579. V letech 1580–1614 byla tvrz přestavěna na renezanční zámek. Bylo postaveno severní a západní jednopatrové křídlo ve tvaru L, a stará část (původní tvrz) byla pojata do východního křídla. Vznikla patrová trojkřídlá budova kolem nevelkého nádvoří, které na jižní straně přechází v malý park. Severní a západní křídlo se otvíralo do nádvoří arkádami. Původní tvrz, dvoupatrová cihlová budova se dvěma nárožními věžemi v severní straně, byla nazývána starý zámek. Obě části byly omítnuty. Nová část byla barvena červeně (kámen, tuf) a bíle (zdivo). Podle letopočtu v interiéru byly úpravy dokončeny v roce 1602. V interiéru byly bohatě zdobené renesanční stropy. Za Tetzlernů byl renezanční zámek přestavěn na barokní sídlo. V interiérech byla štuková výzdoba. V tomto období byla také zřízena zámecká kaple. V počátku 19. století byly provedeny přestavby. Průčelí nového zámku získalo empírový vzhled. Centrální část s mělkým rizalitem lemovaná pilastry a zakončená štítem, s balkonem nad vjezdem. Nad štítem na mansardové střeše je drobná věžička. V průběhu 19. století byly zazděny arkády, zakryté renesanční stropy. V 60. letech 20. století byla zbořena kaple. V letech 1972–1979 byla provedena rozsáhlá rekonstrukce, která navrátila zámku původní vzhled. V roce 1986 byly ukončeny restaurátorské práce v 1. patře starého zámku.

## Park

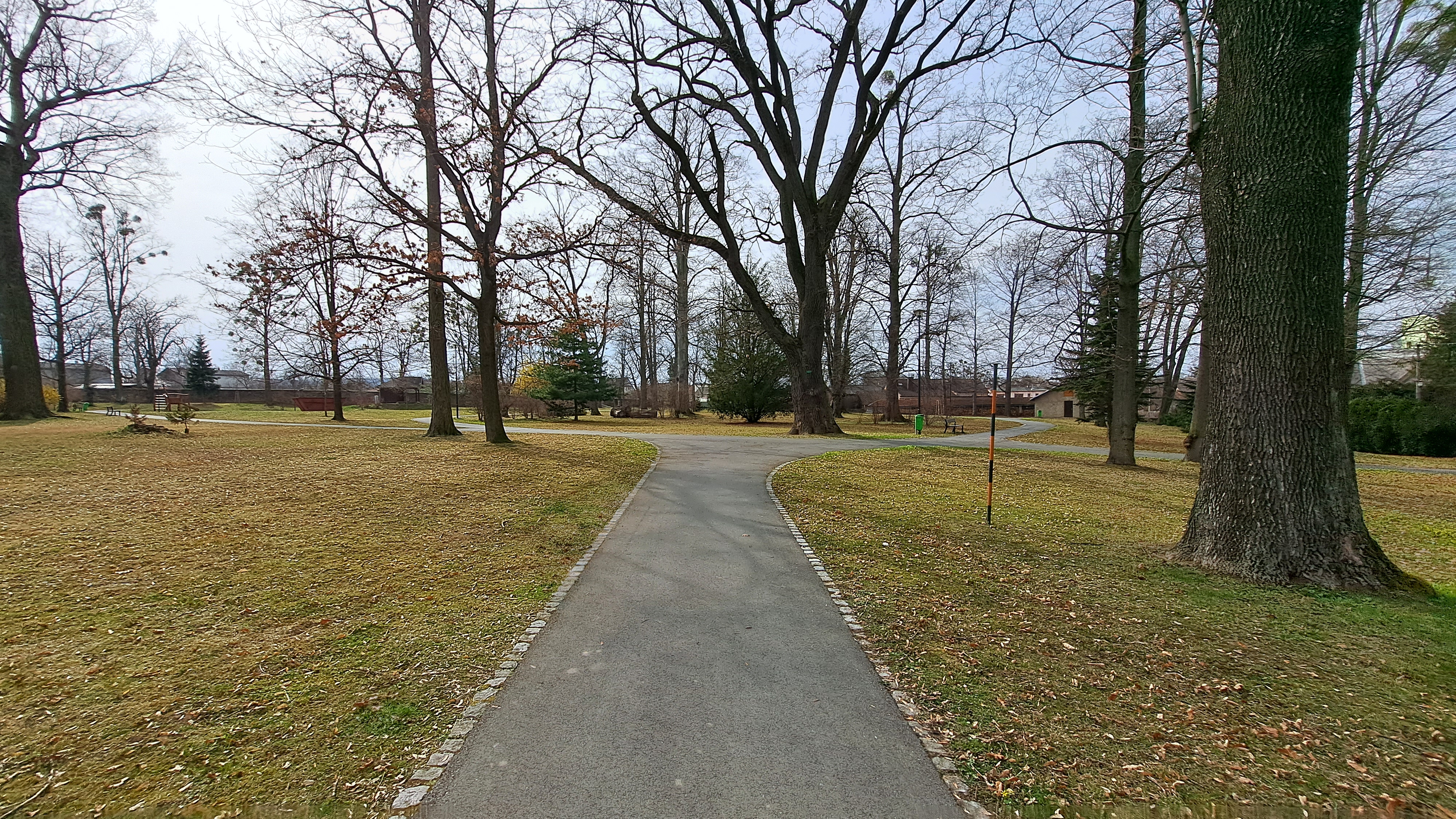
park

U zámku se nachází park, který byl zřízen počátkem 19. století, v přírodně krajinářkém stylu s cizokrajnými stromy. V parku byla kuželna. Největší strom v parku je dub letní s výškou 33 m, obvodem kmene 470 cm. Dále se zde nachází jinan dvoulaločnatý (24 m obvod kmene 70 cm), platan javorolistý (Platanus x aderofolium) s obvodem 264 cm a výškou 18,5 m či Tis červený s výškou 11 m 

## Doprava
Přímo vesnicí prochází silnice I/46 z Opavy do Olomouce a nachází se na ní zastávka autobusu Litultovice střed. V blízkosti zámku také vede zeleně značená turistická trasa ze železniční zastávky Litultovice a cyklotrasa č. 6221.